# Isidore Renouard
Pour les articles homonymes, voir Renouard.
Isidore Renouard, né le 2 février 1910 à Langon en Ille-et-Vilaine et mort le 18 avril 1975 dans la même ville, est un homme politique français.

## Biographie
Commercial de profession, il entre dans la vie politique à la Libération et est successivement, de 1945 à 1947, conseiller municipal, adjoint puis maire de Langon. Il conserve cette fonction jusqu'à son décès.
Il devient député de la 4e circonscription d'Ille-et-Vilaine le 23 novembre 1958 et le reste jusqu'à sa mort le 18 avril 1975.
Il est par ailleurs conseiller général du canton de Redon de 1958 à 1970.

## Détail des fonctions et des mandats
Mandat parlementaire
- 23 novembre 1958 - 18 avril 1975 : Député de la Quatrième circonscription d'Ille-et-Vilaine

Mandats locaux
- 1947 - 1975 : Maire de Langon
- 1958 - 1970 : Conseiller général du canton de Redon